# Verticordia citrella
Verticordia citrella är en myrtenväxtart som beskrevs av Alexander Segger George. Verticordia citrella ingår i släktet Verticordia och familjen myrtenväxter. Inga underarter finns listade i Catalogue of Life.